# Beez in the Trap
"Beez in the Trap" é uma canção da rapper trinidiana-americana Nicki Minaj com o rapper americano 2 Chainz. Escrita por Onika Maraj, Maurice Jordan, Tauheed Epps e produzida por Kenoe, foi lançada como o terceiro single do álbum  Pink Friday: Roman Reloaded (2012) em 20 de março de 2012 pela Young Money Entertainment, Cash Money Records e Universal Republic Records. A faixa vendeu cerca de 475 mil downloads digitais nos Estados Unidos.
Musicalmente, "Beez in the Trap" é essencialmente um electro - rap e hip hop incondicional. A canção apresenta uma rap gangsta, com produção e elementos de dubstep, grime, e trap. A canção alcançou a posição número 48 na Billboard Hot 100 e número 7 nas paradas de rap. Um vídeo musical foi feita para a trilha e foi lançado em em 6 de abril de 2012 na Vevo.

## Antecedentes e Composição
Em 17 de março de 2012 o rapper 2 Chainz confirmou sua participação na canção na sua página oficial da rede social twitter. Minaj, na mesma rede social, confirmou, no dia 20 do mesmo mês e ano mencionado que a faixa iria estrear naquele dia as sete da noite na rádio Hot 97.
"Beez in the Trap" é uma lenta electro-hop e hardcore hip hop de tempo comum. A música é construída em torno de uma espaçosa e ecoada batida, complementada por escaços tambores ocos e baixo pesado. A permutável paisagem sonora incorpora uma produção retrô de gangsta rap dos anos 1980, que consiste em efeitos como estalo de dedos, instrumentação esparsa, ricochetamento de um pequeno sinal sonoro, sintetizadores com som de "gotas", e apresenta elementos de dubstep e música grime. A estrutura musical da canção é caracterizada por uma produção ultra minimalista, desprovido de quaisquer ganchos e muitas vezes virando em um espaço vazio, com a exceção de um batida "bubble-pop" e um baixo secundário "roncado". Ao longo de "Beez in the trap", Minaj muda e adapta sua entrega vocal em áreas específicas da canção. Durante os versos e a ponte, seus vocais são "penetrantes e cáusticos", enquanto nos coros, seus vocais são "reais e quase borbulhante", segundo Jessica Sager de PopCrush. Chamando-a de uma canção trap, Nathan S do site de crítica musical DJ Booth disse que Minaj "deixou de lado seu estilo esquizofrênico de rimar em favor de um maduro, quase falado".

## Recepção da crítica
"Beez in the Trap" recebeu críticas positivas dos profissionais de música, com vários comentando positivamente sobre o desempenho de Minaj. Embora ele tenha sentido que "falta[va] substância real" na canção, Adam Fleischer da XXL elogiou "Beez in the Trap", chamando-a de "um momento memorável" do Pink Friday: Roman Reloaded, e também elogiou a "energia única e a distinta personalidade" de Minaj exibida na música. Ryan Dombal do Pitchfork Media descreveu "Beez in the Trap" como um "insulto no pátio da escola", e em uma análise separada da música para o mesmo site, Carrie Battan elogiou a "arrogância assustadora" de Minaj, escrevendo que ela "chega em um ponto doce o suficiente para colocar cada queixa ultrapassada em quatro minutos e meio". Em revisão ao Pink Friday: Roman Reloaded para o The A.V. Club, Genevieve Koski descreveu o desempenho de Minaj como "relativamente calmo, mas incrivelmente nítido": ela chamou a produção da música de "livre" e "sonar-blip", e observou Minaj para ser "em seu mais detalhado" durante os primeiros seis canções do álbum.

## Vídeo Musical
Minaj filmou o vídeo musical oficial de "Beez in the Trap" em 18 de março de 2012 em Miami. Foi dirigido por Benny Boom. O vídeo, que contou com 2 Chainz, foi estreado em 6 de abril de 2012, no conta oficial de Minaj na Vevo. A partir de agosto de 2016, o vídeo tem mais de 144 milhões de visualizações. O vídeo foi nomeado para Melhor Vídeo Hip-Hop no Video Music Awards de 2012.

### Sinopse
O vídeo começa com Minaj agachada, usando uma peruca loira com uma gola alta rosa, com arame farpado em primeiro plano. Um clipe é mostrado de mulheres e homens festejando em um clube de strip. Minaj é, então, sentado em uma peruca verde em um clube com muitas strippers e dançarinos exóticos; ela e suas amigas se sentam com biquínis jogando dinheiro. Em seguida, 2 Chainz aparece batendo seu verso, enquanto Minaj é visto ao lado dele dançando muito sedutora em uma sala mal iluminada. No final, Minaj bate seu segundo verso em um biquíni atrás dela, e ela está na mesma sala escura, com strippers sensualmente dançando ao seu redor. O vídeo termina com Minaj e 2 Chainz de volta para trás.

## Desempenho em paradas musicais

### Posições
| Parada musical (2012)                              | Melhor posição |
| -------------------------------------------------- | -------------- |
| Estados Unidos - (Billboard Hot 100)               | 48             |
| Estados Unidos - (Billboard Hot R&B/Hip-Hop Songs) | 7              |
| Estados Unidos - (Billboard Rap Songs)             | 7              |
| Irlanda - (IRMA)                                   | 74             |
| Reino Unido - (R&B Official Charts Company)        | 37             |

### Certificações
| País           | Associação | Certificação | Vendas  |
| -------------- | ---------- | ------------ | ------- |
| Estados Unidos | RIAA       | Ouro         | 500,000 |

## Créditos de eleboração
"Beez in the Trap" foi gravada em 2011 nos Conway Studios em Los Angeles, Califórnia. Os vocais e créditos de composição são de Nicki Minaj e 2 Chainz, fora Kenoe como compositor e produtor. Finis White, Ariel Chabaz e Jon Sher foram os diretores de gravação e reprodução sonora, com o penúltimo também dirigindo a sessão de mixagem e o último sendo o assistente de mixagem. Para Brian "Big Bass" Gardner coube a masterinização.